# Карригало (станция)
Карригало — железнодорожная станция, открытая 10 марта 1862 года и обеспечивающая транспортной связью одноимённый район города Ков в графстве Корк, Республика Ирландия. 2 декабря 1974 года было прекращено формирование товарных составов.